# دودلي ستوري
دودلي ستوري (بالإنجليزية: Dudley Leonard Storey)‏ هو مدرب تجديف نيوزيلندي، ولد في 27 نوفمبر 1939 في Wairoa ‏ في نيوزيلندا، وتوفي في 6 مارس 2017 في أوكلاند في نيوزيلندا بسبب تصلب جانبي ضموري.

## وصلات خارجية
- دودلي ستوري على موقع الاتحاد الدولي للتجديف (الإنجليزية)
- دودلي ستوري على موقع اللجنة الأولمبية الدولية (الإنجليزية)
- دودلي ستوري على موقع أوليمبيديا (الإنجليزية)
- دودلي ستوري على موقع اللجنة الأولمبية النيوزيلندية (الإنجليزية)